# Daniel Vera Ballón
Daniel Ernesto Vera Ballón (Arequipa, 7 de noviembre de 1952) es un ingeniero industrial y político peruano. Fue el primer presidente del Gobierno Regional de Arequipa, ejerciendo el cargo desde enero del 2003 hasta diciembre del 2006. Fue también diputado por Arequipa en 2 periodos, siendo miembro del Partido Aprista Peruano.

## Biografía
Nació en la ciudad de Arequipa, el 7 de noviembre de 1952.
Cursó sus estudios primarios y secundarios en su ciudad natal egresando de la Gran Unidad Escolar Independencia Americana. Entre 1970 y 1976 cursó estudios superiores de ingeniería industrial en la Universidad Nacional de San Agustín.
Miembro del Partido Aprista Peruano, en las elecciones generales de 1985 fue elegido como diputado por el departamento de Arequipa siendo reelegido en las elecciones generales de 1990. Su mandato se vio interrumpido el 5 de abril de 1992 debido al autogolpe de Alberto Fujimori que decidió cerrar el Congreso de la República.
Desde entonces tentó su elección como alcalde provincial de Islay en las elecciones de 1993 y 1998 y como congresista de la república en las elecciones generales de 1995, del 2000, del 2001 y del 2011. Todas esas veces sin éxito. En las elecciones regionales del 2002 se presentó como candidato del Partido Aprista a la presidencia regional de Arequipa siendo elegido con el 31.080% de los votos. Tentó su reelección sin éxito en las elecciones regionales del 2006 y del 2014.
En las elecciones municipales del 2018, tentó nuevamente ser elegido para la alcaldía provincial de Islay sin embargo el Jurado Electoral Especial de esa provincia declaró improcedente su candidatura.